# Штайнкірхен (Нижня Саксонія)
Штайнкірхен (нім. Steinkirchen) — громада в Німеччині, розташована в землі Нижня Саксонія. Входить до складу району Штаде. Складова частина об'єднання громад Люге.
Площа — 9,55 км2. Населення становить 1797 ос. (станом на 31 грудня 2021).